# 佐伊·佩里
佐伊·佩里（英語：Zoe Perry，1983年9月26日—）是一位美國女演員。她在CBS的成長情景喜剧《少年謝爾頓》（2017－）中飾演年輕的瑪麗·高栢，該角色的年老版本由她的母親蘿莉·麥凱佛在《生活大爆炸》（2007-2019）中所飾演。她也在《陌生血親》（2016）和《醜聞》（2012-2018）中飾演常設角色。

## 早年生活和職業生涯
佩里出生在伊利诺伊州芝加哥，她是演員傑夫·佩瑞與蘿莉·麥凱佛之女。她的第一個電視角色是兩次在ABC處境喜劇《羅斯安家庭生活》中飾演閃回片段中的傑基·哈里斯（英語：Jackie Harris），這個角色由她的母親勞麗飾演。然而因為擔心她會受到壓力的影響，她的父母不希望她在成年之前從事演藝事業。佩里表示自己在高中時太害羞不敢演戲，但從波士頓大學轉學後她開始在西北大學表演。
大學畢業後，佩里搬到纽约尋找電視劇出演的工作，她在不同的電視劇集，例如《法網遊龍：犯案動機》中飾演小角色。佩里隨後搬回到加利福尼亚州，她在加州得到許多戲劇的演出機會。2013年，她與母親勞麗一起在百老匯劇院演出《另一個地方》。2015年，她與父親傑夫和凱文·麥克基德在西洛杉磯的奧德賽劇院樂團（英語：Odyssey Theatre Ensemble）一起演出尤金·奥尼尔的普利策奖獲獎戲劇《安娜·克里斯蒂》。
2016年，佩里在ABC驚悚劇集《陌生血親》中飾演了九集的常設角色。2017年，她在ABC政治驚悚劇集《醜聞》中飾演常設角色，該劇由她的父親傑夫主演。同年，她在《生活大爆炸》的衍生劇《少年謝爾頓》中飾演年輕的瑪麗·高栢（謝爾頓·高栢的母親）；儘管她與這個角色有家庭聯繫，但她還是通過試鏡來獲得角色。

## 作品列表

### 電影
| 年份 | 標題                 | 角色                      | 附註 |
| ---- | -------------------- | ------------------------- | ---- |
| 2005 | 《Allegretto '75》   | 梅雷迪思·布魯克（英語：Meredith Brooke） | 短片 |
| 2008 | 《桃色名單》         | 秘書#1（英語：Secretary #1）          |      |
| 2008 | 《淚灑金色豪門》     | 瑪蒂爾德（英語：Mathilde）        |      |
| 2011 | 《火雞碗》（英語：Turkey Bowl） | 佐伊（英語：Zoe）            |      |
| 2014 | 《棉花》（英語：Cotton）   | 瑪克辛（英語：Maxine）          |      |
| 2016 | 《No Pay, Nudity》   | 蕾妮（英語：Renie）            |      |

### 電視
| 年份             | 標題                   | 角色                                    | 附註                                    |
| ---------------- | ---------------------- | --------------------------------------- | --------------------------------------- |
| 1992，1995       | 《羅斯安家庭生活》     | 年少的傑基（英語：Young Jackie）                    | 兩集                                    |
| 2006             | 《法網遊龍：犯案動機》 | 溫迪（英語：Wendy）                          | 單集：“Vacancy”                         |
| 2006             | 《定罪》               | 奧黛麗·諾爾斯（英語：Audrey Knowles）                 | 兩集                                    |
| 2006，2008，2010 | 《我家的男孩们》       | 女服務員                                | 四集                                    |
| 2007             | 《铁证悬案》           | 梅琳達·莉薇'82（英語：Melinda Levy '82）                | 單集：“Justice”                         |
| 2008             | 《私人诊所》           | 麗莎（英語：Lisa）                          | 單集：“Equal & Opposite”                |
| 2009             | 《Ave 43》             | 珍妮特（英語：Janet）                        | 兩集                                    |
| 2012             | 《醫人當自強》         | 凱蒂·努南（英語：Katy Noonan）                     | 單集：“Beautiful Doom”                  |
| 2013             | 《Second Shot》        | 克里斯塔爾·芒森（英語：Krystal Munson）               | 單集：“If It Ain't Fix, Don't Break It” |
| 2016             | 《陌生血親》           | 簡                            | 九集                                    |
| 2016             | 《NCIS》               | 哈珀斯費里警官克里斯汀·菲爾茲（英語：Harpers Ferry Police Officer Kristen Fields） | 兩集                                    |
| 2017             | 《麗芙與麥蒂》         | 馬洛（英語：Marlow）                          | 單集：“Tiny House-A-Rooney”             |
| 2017             | 《醜聞》               | 薩曼莎·魯蘭（英語：Samantha Ruland）                   | 九集                                    |
| 2017-2024        | 《少年謝爾頓》         | 瑪麗·高栢                               | 主演                                    |

### 舞臺
| 年份      | 標題                         | 角色                  | 會場                         |
| --------- | ---------------------------- | --------------------- | ---------------------------- |
| 1992      | 《我的愛》（英語：My Thing of Love）         |                       | 荒原狼劇院公司               |
| 1998      | 《鍋媽》（英語：Pot Mom）           | 洛林（英語：Lorraine）        | 荒原狼劇院公司               |
| 2006      | 《油漆未乾》                 | 蘇珊·哈格特（英語：Susan Haggett） | 演員公司劇院工作室（英語：The Actors Company Theatre Studio） |
| 2010      | 《伊尼什莫爾島的中尉》       | 瑪格麗特（英語：Mairead）    | 馬可泰帕劇場                 |
| 2010      | 《秋天的花園》               | 蘇菲·塔克曼（英語：Sophie Tuckerman） | 安泰公司（英語：The Antaeus Company）           |
| 2011      | 《結束日》（英語：End Days）         | 雷切爾·斯坦（英語：Rachel Stein） | 奧德賽劇院樂團（英語：Odyssey Theatre Ensemble）     |
| 2011      | 《我們時代的和平》（英語：Peace in Our Time） | 莉莉·布萊克（英語：Lilly Blake） | 安泰公司                     |
| 2012-2013 | 《另一個地方》               | 女人                  | 塞繆爾·J·弗里德曼劇院        |
| 2013      | 《好電視》（英語：Good Television）         | 布列塔尼（英語：Brittany）    | 大西洋劇院公司               |
| 2014      | 《西部新天地》               | 曼達（英語：Manda）        | 荒原狼劇院公司               |
| 2015      | 《安娜·克里斯蒂》            | 安娜（英語：Anna）        | 奧德賽劇院樂隊               |
| 2015      | 《我會再次得到你》（英語：I'll Get You Back Again） | 舞台朗讀              | 荒原狼劇院公司               |

## 外部連結
- 佐伊·佩里在互联网电影资料库（IMDb）上的資料（英文）
- Zoe Perry （页面存档备份，存于） on CBS.com